# 14 floréal
14 germinal 14 prairial
Le quartidi 14 floréal, officiellement dénommé jour du chamérisier, est le 224e jour de l'année du calendrier républicain.
C'était généralement le 3e jour du mois de mai dans le calendrier grégorien.